# Гессе, Александр Августович
Алекса́ндр А́вгустович Ге́ссе (18 марта 1889, Псков — 25 марта 1941, Ленинград) — педагог, офицер Белой армии, деятель русского христианского и культурного движения в Печорском крае. Причислен к Собору российских новомучеников XX столетия.

## Происхождение
Александр Гессе родился в семье известного псковского предпринимателя, состоятельного страхового агента Августа Гессе. Его отец и мать по происхождению были нарвскими биргерами, прибалтийскими немцами, исповедовавшими лютеранскую веру. В 90-х годах XIX века Август Гессе стал владельцем кожевенного завода и перешёл в купеческое сословие, а в 1905 году был пожалован званием потомственного почётного гражданина Пскова. Его сын, таким образом, в официальных документах писал о себе: «Евангелически-лютеранского исповедания, из потомственных почётных граждан».
Александр Гессе имел также родного брата Бориса (умер в молодости от туберкулёза) и двух единокровных сестёр Эльзу и Марию от первого брака своего отца.

## Биография

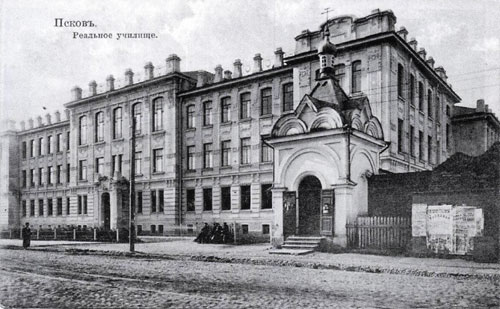
Псковское Сергиевское реальное училище в 1910 году

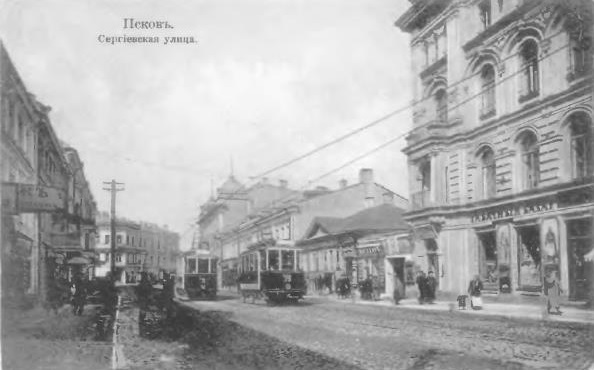
Сергиевская улица с углом дома Гессе. Начало XX века

Раннее детство Александра прошло в доме Аристовой на ул. Садовой (ныне Пушкина), где снимали квартиру его родители. Через 7 лет после его рождения Август Гессе построил на Сергиевской улице (ныне — Октябрьский проспект, 12) четырёхэтажный доходный дом, который с тех пор так и называется «домом Гессе». В одну из квартир этого роскошного дома переехала семья домовладельца. Александр жил в этой квартире даже после революции, до 1920 года, когда был вынужден переселиться в Печоры.
С 1905 по 1908 год Александр Гессе учился в псковском Сергиевском реальном училище, затем поступил в Московский императорский университет, на физико-математический факультет. Псковский журналист и писатель Олег Калкин пишет, что Гессе закончил университет с отличием, но по свидетельству Б. А. Гессе, сына Александра Августовича, он был исключён за участие в студенческих волнениях, и окончание курса ему пришлось сдавать экстерном в Санкт-Петербургском университете (1913). Там же прошёл годичные педагогические курсы, и в 1914 году устроился преподавателем в одно из учебных заведений столицы.

### Первая мировая война
Когда началась война, Александр Гессе в первый же день записался вольноопределяющимся в армию. Впоследствии на допросах в НКВД говорил, что был мобилизован — эта версия и попала в большинство биографий, хотя не соответствует действительности: учителя мобилизации не подлежали. В службу вступил нижним чином. Через 3 месяца произведён в зауряд-прапорщики (28 октября 1914). Службу проходил в 325-й пешей Псковской дружине Государственного ополчения, где с 15 ноября 1915 года отправлял должность делопроизводителя дружинного суда. В 1916 году получил чин подпоручика. «За отлично-усердную службу и труды, понесенные во время военных действий» 5 октября 1916 награждён орденом Св. Станислава 3 степени (приказ Главнокомандующего армиями Северного фронта № 87, 7 февраля 1917).
После демобилизации в 1917 году возвратился в Псков, где поступил учителем математики в Мариинскую женскую гимназию.

### Гражданская война
В феврале 1918 года Псков заняли германские войска, наступавшие на Петроград. Оккупация продолжалась 9 месяцев. В этот период Гессе, для которого немецкий язык был родным, работал переводчиком в городском управлении. В России между тем разгоралась Гражданская война. В оккупированном городе осенью 1918 г. началось формирование Псковского отдельного добровольческого корпуса Северной (позднее Северо-Западной) белогвардейской армии. Население записывалось неохотно, и к ноябрю корпус насчитывал около 4,5 тыс. человек, треть из которых составляли бывшие царские офицеры. Гессе, старавшийся держаться подальше от политики, не стал присоединяться к белому движению.
25 ноября 1918 года Псков заняли части 7-й армии РККА. Немцы оставили город без боя. Белогвардейцы пытались оказать сопротивление, но были разбиты и отступили на территорию Эстонии. В городе установилась советская власть. Чрезвычайный комиссар Псковского участка фронта Ян Фабрициус разместил свой штаб в «доме Гессе». Все оставшиеся в Пскове офицеры старой армии были обязаны встать на военный учёт и раз в месяц отмечаться в военкомате, где им надлежало заполнять анкеты с вопросами об отношении к новой власти, марксизму, политике большевиков и т. п. Свобода передвижения для них была строго ограничена. Постоянные проверки, перепроверки и ограничения вызывали недовольство у бывших кадровых военных.
13 мая 1919 года началось совместное наступление эстонских войск и белогвардейского Северного корпуса генерала Родзянко на Петроград. Псков был занят эстонцами в конце мая, после чего в город вступил отряд полковника Булак-Балаховича, который тут же начал белый террор. Тем не менее, было понятно, что надолго эта власть не удержится. Опасаясь возвращения большевиков и насильственной мобилизации в Красную армию, многие из отставных офицеров, ранее колебавшиеся, стали примыкать к белым. Среди них был и А. А. Гессе.
7 июня 1919 Гессе зачислен в списки новообразованной Северо-Западной армии (приказ Главнокомандующего № 171, 31.07.1919, Нарва). Как человека с математическим образованием, его назначили в распоряжение инспектора артиллерии армии. Сначала Гессе служил начальником связи 1-го отдельного лёгкого артиллерийского дивизиона, затем — командиром роты разведчиков артиллерийского дивизиона 4-го пехотного Гдовского полка. Произведён в поручики.
26 августа Псков был вновь взят войсками РККА. Армия Юденича опять отступила в Эстонию для подготовки нового наступления, которое началось осенью. Дивизия генерала А. Ф. Дзерожинского, в которой служил Гессе, действовала сначала на вспомогательном псковско-лужском направлении, затем была выведена в резерв, а в конце октября, после неудачного штурма Петрограда, помогала сдерживать контрнаступление Красной армии в районе Гатчины, перерезав железнодорожную линию Луга — Гдов.
В Гдове А. А. Гессе, имевший слабые лёгкие, серьёзно заболел. В таком состоянии он был вывезен отступавшими белыми через Нарву в Эстонию. В декабре дивизия Дзерожинского была разоружена эстонцами на дороге Нарва-Юрьев и в зимний мороз осталась без крова в открытом поле. Среди бойцов свирепствовал сыпной тиф. В этих условиях больному Гессе удалось выжить буквально чудом. 22 января 1920 года Северо-Западная армия была официально ликвидирована. Оправившийся от болезни Гессе, благодаря помощи своего однокашника по реальному училищу и тоже бывшего «северозападника» Г. В. Свидзинского, сумел устроиться учителем математики в русскую гимназию в г. Печоры, находившемся тогда на территории Эстонии.

### В Печорах
Печорский уезд Эстонии в межвоенный период представлял собой уникальный очаг русской национальной культуры. Превратности Гражданской войны привели к тому, что здесь осели многие выдающиеся представители первой волны русской эмиграции, а другие посещали Печоры, притянутые атмосферой этого «чудом уцелевшего осколка старой Руси». В 1-й Эстонской республике до середины 1930-х годов действовало достаточно либеральное по тем временам законодательство о нацменьшинствах. Русский язык в Печорском крае был официальным наряду с эстонским. 20-е годы стали временем бурного развития общественных организаций русского населения, которые в 1923 году объединились в Союз Русских просветительных и благотворительных обществ в Эстонии.
В Печорах жила и работала целая плеяда деятелей искусства, науки и религии: поэт Б. К. Семенов, химик Н. В. Потин, художник и артист С. С. Берегавских, инженер А. П. Рожанский, музыканты и хоровые дирижёры М. Ф. Гривский, Н. А. Вехновский, Б. П. Жемчужин, епископ Иоанн (Булин) и др. Из Петрограда вернулся со своей семьёй здешний уроженец, скульптор-самородок А. М. Денисов, в прошлом смотритель скульптур Царскосельского ансамбля. В местной гимназии преподавал бывший приват-доцент Санкт-Петербургского университета, известный учёный и путешественник П. В. Нестеров. В разные годы здесь бывали философы Н. А. Бердяев, В. В. Зеньковский, С. Н. Булгаков, Л. А. Зандер, И. А. Ильин, писатель И. С. Шмелёв, давал концерты Ф. И. Шаляпин. Общественно-культурную жизнь печорского «оазиса» отличали идеологическая и политическая терпимость, отсутствие социальных и сословных противоречий, подлинный демократизм, почти невозможный в условиях дореволюционной России.
Александр Августович Гессе учительствовал в Печорах 20 лет и навсегда вписал своё имя в историю города. Он был выдающимся педагогом. Печорский краевед Н. П. Златинский вспоминал о нём много лет спустя:

Очень добрый, истинно русский интеллигентный человек. Таких учителей сегодня уже нет…
Бывший ученик Гессе, сам ставший учителем, П. А. Дятлов, в 1980-е годы отзывался о нём так:

Вряд ли я обладал какими-то математическими способностями, но уроки Александра Августовича всегда были для меня праздником. Объяснял он кратко, но так чётко и так доходчиво, что можно было сразу предугадать ход решения задачи или доказательства теоремы. У нас много было хороших учителей, но Гессе многим особенно нравился. Да и человек он был простой, скромный, доброжелательный, всегда готовый помочь другим. Я счастлив и горд, что мне довелось учиться у такого учителя.
Александр Августович стал видным участником культурной и общественной жизни Печор. Был членом местного культурно-просветительного общества, помогал в работе его библиотек, участвовал в организации публичных концертов и спектаклей, музицировал, исполняя на рояле произведения Шопена, Скрябина и Листа, выступал с лекциями. Принимал участие и в деятельности Русского Христианского Движения. Неизвестно, когда Александр Гессе перешёл из лютеранства в православие, но, поселившись в Печорах, он регулярно посещал богослужения в Псково-Печерском монастыре.
Живя в Эстонии, А. А. Гессе проявлял интерес к судьбе русского крестьянства и имел контакты с представителями партии «Крестьянская Россия», созданной в 1921 году в Праге эсером С. С. Масловым. Встречался он и с самим Масловым, который в 1927 году приезжал в Печоры. Был Гессе знаком и с экономистом П. А. Богдановым, который в годы Гражданской войны занимал в Северо-Западном правительстве пост министра земледелия, а в конце 20-х работал в Печорах землемером. С ними Александр Августович обсуждал перспективы крестьянской политики и кооперации. Об этих разговорах Богданов кратко отозвался в дневнике:

Александр Августович Гессе говорит, что из попыток организации крестьянства ничего не выходит. Правда, оговаривается: «Может, подойти не умеем».
В 1932 году Александр Гессе принял активное участие в предвыборной кампании по выдвижению представителей русского населения Печорского края в Государственное собрание Эстонии.

### Брак
В начале 30-х А. А. Гессе женился на Марии Васильевне Денисовой (1900—1989), представительнице старинного и разветвлённого рода печорских староверов поморского согласия. Основателями рода считаются братья Алексей и Семён Денисовы, согласно преданию, потомки князя Мышецкого. К этому же роду принадлежал и замечательный печорский скульптор А. М. Денисов, работами которого было украшено здание городской русской гимназии, где служил Гессе. У Александра и Марии Гессе родились сын Борис и дочь Ирина.

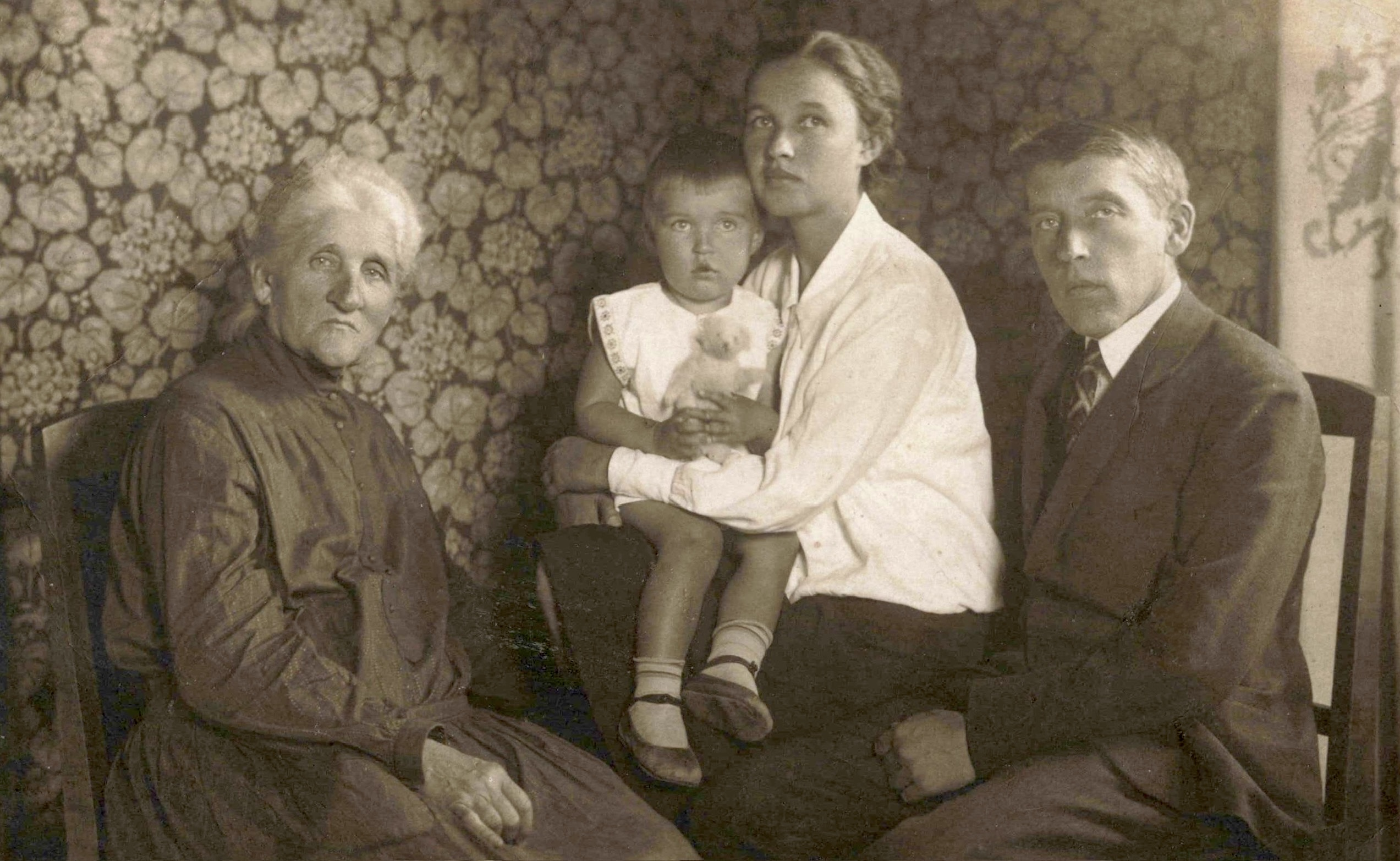
(слева направо) неизв., дочь Ирина, Гессе Мария Федоровна, Гессе Александр Августович. 1929 г.

В 1936 году Гессе построил в Печорах собственный пятикомнатный дом на ул. Койду (ныне Советская), для чего взял ссуду в банке. Семья жила зажиточно, по воскресеньям принимали гостей.
С начала 1930-х, особенно после прихода к власти правительства Пятса, в Эстонии нарастали авторитарные и националистические тенденции. Началась активная эстонизация Печорского края. В 1937 году было закрыто русское отделение гимназии, русский язык вытеснялся из обращения. К этому времени здоровье А. А. Гессе стало ухудшаться. Обострилась болезнь лёгких, от которой ему пришлось лечиться в 1939 году на одном из курортов южной Эстонии. Гессе стал постепенно отходить от общественной работы, вышел из культурно-просветительного общества.

### Арест, суд и расстрел
16 июня 1940 года СССР предъявил Эстонии ультиматум с требованием немедленного ввода в республику советских войск «для защиты от нападения Гитлера» и смещения правительства, угрожая в противном случае военным вторжением. Эстония приняла ультиматум. На следующий день в Таллин вступили части Красной Армии. Новое правительство полностью подчинялось инструкциям из Кремля. Начались аресты и депортации граждан Эстонской республики, в первую очередь белоэмигрантов. 21 июля в стране была провозглашена советская власть, а 22 июля Эстонская Советская Социалистическая Республика приняла декларацию о вступлении в состав СССР.
Александр Гессе был арестован 20 июля.

Пришли днём «двое в штатском», предъявили ордер на обыск. «Где вы прячете оружие?» — «У нас его нет». Посмотрели у папы в письменном столе, ничего, конечно, не нашли. «Пройдёмте с нами». Вот и всё. Мы, как и остальные, думали, что на самом деле ненадолго, ведь никакой вины нет. Но это оказалось навсегда.— Из воспоминаний Бориса Гессе, Не прервётся связь времён, с. 192.
В предъявленном обвинении было сказано: «Являясь врагом СССР, не признавал коммунистической системы, стремился к свержению её и вёл враждебную деятельность, направленную против Союза ССР… Отрицательно высказывался по поводу экономической политики СССР, с неодобрением оценивал жизненный уровень советских людей». Следователи хотели бы построить обвинение А. А. Гессе на участии его в Белом движении, но официально не могли этого сделать, так как с 1937 года рядовые и офицеры Белой Армии подлежали реабилитации. Поэтому обвинения касались его поведения в Эстонии при буржуазном строе в период с 1919 по 1940 год. Наиболее серьёзные обвинения строились на его участии в делах Печорского культурно-просветительного общества, которое было объявлено контрреволюционным и антисоветским:

«Контрреволюционной идеей этой организации была поддержка национального сознания в русском населении Печорского края… а это вредило развитию классовой борьбы. Проводилась к/р идея, что только старые вещи хороши, а от СССР нельзя ожидать никаких художественных ценностей.»
Последнее обвинение строилось на том, что А. А. Гессе, работая в библиотеке Общества, отбирал для чтения прежде всего книги русских классиков.
На допросах Александр Гессе вёл себя достойно. Показаний против своих знакомых не давал. Следователи безуспешно пытались привлечь его к делу «Трудовой крестьянской партии», процесс которой разворачивался в это время в СССР. Гессе, не отрицая встречи с С. С. Масловым, своё членство в ТКП не признал. Подследственного этапировали сначала в Таллин, затем в Ленинград, где 31 октября 1940 года состоялось судебное слушание.
На суде Александр Августович выступил с яркой речью, рассказывая о подвижнических усилиях русских просветителей по сохранению национальной культуры в буржуазной Эстонии. На судей это не подействовало. По совокупности статей 58-4 и 58-11 УК РСФСР А. А. Гессе был приговорён к высшей мере наказания. Верховный суд РСФСР и Президиум Верховного суда, куда были направлены кассационные жалобы, оставили приговор в силе. 25 марта 1941 года, спустя десять месяцев после ареста, А. А. Гессе был расстрелян.

## Реабилитация и память
В 1962 году вдова А. А. Гессе Мария Васильевна обратилась в Псковскую прокуратуру с просьбой реабилитировать мужа, но получила отказ. В феврале 1989 года один из бывших учеников Александра Августовича П. А. Дятлов подал повторное ходатайство. Результатом пересмотра дела стало заключение о полной невиновности Гессе. В ходе разбирательства были установлены факты необъективного ведения следствия, а также применения недозволенных методов следователями НКВД. В ноябре 1989 года А. А. Гессе был реабилитирован «за отсутствием в его действиях состава преступления». М. В. Гессе не дожила до этого события нескольких месяцев.
Память об А. А. Гессе бережно сохраняется печорскими краеведами. Его имя, как новомученика, включено в «Псковский синодик пострадавших за веру Христову в годину гонений священнослужителей, монашествующих и мирян Псковской епархии ХХ столетия» и в базу данных «За Христа пострадавшие» Свято-Тихоновского православного университета.

## Дети
После ареста А. А. Гессе на долю его жены и детей выпали тяжёлые испытания. В 1940 году семья была выслана в Томскую область, на Васюган. Жизнь ссыльных, их лишения и человеческая драма были запечатлены Ириной Гессе в уникальном документе — дневнике на берёсте, который девочка вела на протяжении многих лет. Члены семьи Гессе сняты с учёта спецпоселения в 1954 году, реабилитированы в 1992.
Несмотря на трудности, Мария Васильевна сумела поставить детей на ноги. Оба получили высшее образование и стали видными фигурами в своих областях деятельности.
- Ирина Александровна Гессе (р. 1927) стала физиком, преподавала в Новгородском университете. Внесла огромный вклад в подготовку учителей физики и математики. Занималась научной работой по физике твёрдого тела и полупроводников, читала лекции по различным разделам общей и теоретической физики. Длительное время руководила кафедрой физики НовГУ. Под её руководством модернизированы многие лабораторные работы, подготовлены новые методические пособия, которые используются до настоящего времени[20].
- Борис Александрович Гессе (1930—2020) стал энергетиком, участвовал в строительстве многих электростанций СССР, в том числе и Братской ГЭС, работал во Вьетнаме. Последние годы жизни провёл в Запорожье[6].